# 김일란
김일란은 대한민국의 영화 감독, 활동가이다. 2009년 1월 20일에 발생한 용산4구역 남일당 화재 사건을 다룬 《두 개의 문》(2012년)을 홍지유와 함께 연출하였다. 노종면 앵커 후임으로 발탁되어 2012년 8월 17일부터 뉴스타파 앵커로서 활동하였다.

## 작품 목록
감독
- 마마상 (김일란, 조혜영, 2005)
- 3xFTM (쓰리에프티엠)(김일란, 2008)
- 두 개의 문 (김일란, 홍지유, 2011)
- 공동정범 (김일란, 이혁상, 2016)
- 아름다운 생존 : 한국여성영화감독 박남옥, 홍은원, 최은희, 황혜미, 이미례, 임순례 (김일란, 2018)

각본
- 두 개의 문 (김일란,홍지유, 2011)
- 노라노 (김성희, 2013)

## 수상 목록
- 2013년 제14회 전주국제영화제 국제경쟁 - 대상

## 관련 기사
- 이정민. <두 개의 문> 다큐가 세상을 바꿔?..."감히 믿는다" . 오마이뉴스. 2012년 7월 1일.
- 조이여울. 두 여성주의 감독이 진실에 접근하는 법. 일다. 2012년 7월 17일.
- 지용진. '두 개의 문' 김일란·홍지유 감독 “진실의 문을 두드리다”[깨진 링크(과거 내용 찾기)]. 무비위크. 2012년 6월 22일.